# Elena Solatxi
Elena Solatxi Arrizabalaga (Bilbao, 21 de mayo de 1960) es una pintora, escultora y fotógrafa española.

## Biografía
Sus primeros pasos artísticos los da en el mundo de la danza en Valencia y en Londres, a donde decide volver para trabajar después de realizar estudios de Fotografía y Vídeo en el Instituto Nicaragüense de Cine en Managua. En el País Vasco continúa sus estudios en la Universidad del País Vasco. Es doctora en Bellas Artes (UPV-EHU), Master Investigación y creación en Arte (UPV-EHU) y Formación en Creatividad (Central Saint Martins College of Arts and Desing).
El hilo conductor de su trabajo creativo es la reflexión en torno al paso del tiempo y así lo plasma en ideas de la no permanencia como objeto artístico y material y en dicotomías como sólido/líquido, tiempo/espacio, fertilidad/muerte. Imparte talleres de creatividad y autoexpresión a criaturas en el Museo de Arte e Historia de Durango.
Participa en el colectivo Nómadas Visuales que pretende acercar la fotografía y la investigación (audio)visual a grupos de personas creando espacios de aprendizaje colaborativo. Asimismo es miembro de la Plataforma A, formada por varios colectivos heterogéneos en el País Vasco; y es socia de MAV, Mujeres en las Artes Visuales.
El ayuntamiento de Ibarranguelua le encargó un monolito, inaugurado en el año 2008, en recuerdo de Juan Telletxea, único marinero superviviente del barco Bou Nabarra en la Batalla del cabo Machichaco.

## Obras
- Paisajes kársticos, Uretan Blai, El color del agua. Museo de Arte e Historia de Durango.[8][9]
- Martxoak 31. M31 In Memoriam, trabajo compartido con el fotógrafo Txelu Angoitia.[10][11]
- El cuerpo, la carne y el alma. Exposición itinerante.[12]
- Artea Durangaldean gaur.Exposición colectiva en el Museo de Arte e Historia de Durango.[13]

## Premios y reconocimientos
- Primer premio del Concurso Múltiple de Navidad. UPV-EHU II Sorkuntza Jardunaldian (2009).[14]
- Primer premio en el concurso de Cortos. City and East London Council. Londres (1988).
- Segundo premio en Euskal Zinema eta Bideo Bileran. Lequeitio (1989).